# Magnesi bromide
Magnesi bromide (công thức hóa học: MgBr2) là một hợp chất vô cơ của magie và brom có màu trắng và hút nước. Nó thường được dùng như là một thuốc an thần loại trung bình và như là một thuốc chống co giật cho các bệnh căng thẳng thần kinh. Nó hòa tan trong nước và hòa tan trong rượu. Nó có thể được tìm thấy trong tự nhiên với một lượng nhỏ trong một số khoáng chất như: bischofit và carnallit, và trong nước biển, chẳng hạn tại Biển Chết.

## Tổng hợp
Magnesi bromide có thể được tổng hợp bằng cách cho acid bromhydric phản ứng với magie oxide và kết tinh sản phẩm thu được. Nó cũng có thể được tổng hợp bằng cách cho magie cacbonat phản ứng với acid bromhydric, và thu lại chất rắn sau khi bốc hơi.

## Ứng dụng
Magnesi bromide được sử dụng làm chất xúc tác cho nhiều phản ứng. Ứng dụng đầu tiên của nó là một dung môi tự do trong phản ứng tổng hợp của dihydropyrimidinones được sử dụng thường xuyên nhất trong thế giới dược phẩm. Dihydropyrimidinones được sử dụng trong các thuốc như thuốc chẹn kênh calci và chất ức chế HIVgp-120-CD4. Nó cũng đã được sử dụng làm thuốc an thần. Magnesi bromide kết hợp với CH2Cl2 làm xúc tác cho phản ứng gây ra sự đối xứng và các trung tâm chiral cụ thể thông qua quá trình hydro hóa các olefin. Magnesi bromide khi liên kết với các nhóm chức năng khác cho thấy các ứng dụng thực tiễn khác thay vì làm xúc tác cho các phản ứng. Khi liên kết với một nhóm etyl nó được sử dụng để phân tích đặc điểm regio của các triglycerol. Magnesi bromide ngậm 7 nước được sử dụng làm chất chống cháy. Người ta phát hiện ra rằng nếu dung dịch 0,125 mol/L magnesi bromide ngậm 7 nước được thêm vào một vật liệu bông vải, nó hoạt động như chất làm chậm cháy. Magnesi bromide đã được sử dụng để tổng hợp silylenoid magnesi ổn định đầu tiên. Silylenoid là một hợp chất có chứa R2SiMX (M là kim loại và R là một phân tử hữu cơ). Thông thường M chỉ có thể là lithi, kali, hoặc natri. Silylenoid magnesi được tổng hợp thông qua việc bổ sung magnesi bromide vào lithium methyl bromosilylenoid. Nguyên tử magnesi thay thế lithi trong phức chất và có bromide gắn vào nó. Phức hợp chất này ổn định ở nhiệt độ phòng.

## Hợp chất khác
MgBr2 còn tạo một số hợp chất với CO(NH2)2, như MgBr2·10CO(NH2)2 là tinh thể trắng.